# Arrondissement d'Octobre d'Irkoutsk
L'arrondissement d'Octobre (russe : Октя́брьский администрати́вный о́круг, Oktiabrski administrativny okroug) est l'un des quatre arrondissements de la ville sibérienne d'Irkoutsk en Russie.